# Grevillea christiniae
Grevillea christiniae är en tvåhjärtbladig växtart som beskrevs av Mcgill.. Grevillea christiniae ingår i släktet Grevillea och familjen Proteaceae. Inga underarter finns listade i Catalogue of Life.